# 9604 Bellevanzuylen
9604 Bellevanzuylen là một tiểu hành tinh vành đai chính với chu kỳ quỹ đạo là 1366.8884709 ngày (3.74 năm).
Nó được phát hiện ngày 30 tháng 12 năm 1991, và đặt tên theo Belle van Zuylen, hay còn gọi là Isabelle de Charrière (1740–1805), một tiểu thuyết gia người Pháp gốc Hà Lan.